# Ulrikke Brandstorp
Ulrikke Brandstorp (ur. 13 lipca 1995 w Sarpsborg) – norweska piosenkarka, autorka tekstów i aktorka musicalowa.

## Kariera muzyczna
Ze śpiewem i muzyką związana była od dziecka, grając między innymi w kilku lokalnych norweskich produkcjach, takich jak Pippi Pończoszanka i Podróż do gwiazdy Bożego Narodzenia. W latach 2011–2013 uczestniczyła w norweskich trasach koncertowych z muzycznymi przedstawieniami The Show Must Go On oraz The Thrill of Michael Jackson. W 2013 brała udział w norweskiej wersji formatu muzycznego Idol. W 2015 próbowała swoich sił w programie The Voice – Norges beste stemme, a w 2018 w programie Stjernekamp. Rok wcześniej wystąpiła ponadto w norweskich preselekcjach eurowizyjnych Melodi Grand Prix z utworem „Places”, w których zdobyła 12 662 głosów od telewidzów (co stanowiło 9,94% wszystkich oddanych w finale selekcji głosów) i zajęła ostatecznie czwarte miejsce.
W 2019 zagrała rolę Liesl w musicalu The Sound of Music wykonywanym w Folketeateret w Oslo. Tego samego roku wokalistka podjęła współpracę z brytyjskim wokalistą Benem Adamsem i wydała z nim na singlu cover utworu Lady Gagi oraz Bradleya Coopera „Shallow”, który wykonali wspólnie między innymi w programie telewizyjnym Allsang på Grensen.
W 2020 z piosenką „Attention” wystąpiła ponownie w formacie Melodi Grand Prix, które ostatecznie wygrała, zdobywając w finale podczas rywalizacji z Kristin Husøy 50,72% głosów widzów i zostając reprezentantką Norwegii w 65. Konkursie Piosenki Eurowizji. 18 marca 2020 poinformowano jednak o odwołaniu konkursu z powodu pandemii koronawirusa. Z tego powodu, w hołdzie dla wokalistki, w jej rodzinnym Sarpsborgu 250 młodych norweskich artystów i studentów muzyki z Villekulli wykonało wspólnie utwór „Attention”.
W kwietniu 2020 wystąpiła w projekcie Eurovision Home Concerts, w którym wykonała kompozycję „Attention” i cover utworu „Heroes” Månsa Zelmerlöwa. 
W 2023 roku podjęła nieudaną próbę reprezentowania Norwegii na 67. Konkursie Piosenki Eurowizji z piosenką „Honestly”. W finale Melodi Grand Prix 2023 zajęła drugie miejsce.

## Single
| Rok                                                | Tytuł                                     | Pozycja na liście |
| Rok                                                | Tytuł                                     | NOR               |
| -------------------------------------------------- | ----------------------------------------- | ----------------- |
| 2017                                               | „Play With”                               | –                 |
| 2017                                               | „Places”                                  | –                 |
| 2017                                               | „Sick of Love”                            | –                 |
| 2018                                               | „Careless”                                | –                 |
| 2018                                               | „Time Is Precious”                        | –                 |
| 2019                                               | „Cry”                                     | –                 |
| 2019                                               | „Shallow” (& Ben Adams)                   | –                 |
| 2020                                               | „Attention”                               | 3                 |
| 2020                                               | „What Would You Do For Love?”             | –                 |
| 2021                                               | „Hver gang jeg ser deg” (& Morgan Sulele) | –                 |
| 2021                                               | „Falling Apart”                           | –                 |
| 2022                                               | „Love You to Love Me”                     | –                 |
| 2023                                               | „Honestly”                                | –                 |
| „–” oznacza, że singel nie był notowany na liście. |                                           |                   |